# Antiaris
Antiaris es un género con 18 especies de plantas con flores pertenecientes a la familia  Moraceae, son nativos del este de Asia.

## Especies seleccionadas
| - Antiaris africana - Antiaris bennettii - Antiaris challa - Antiaris dubia - Antiaris humberti - Antiaris innoxia - Antiaris kerstingii - Antiaris macrophylla - Antiaris madagascariensis | - Antiaris palembanica - Antiaris rufa - Antiaris saccidora - Antiaris seylanica - Antiaris toxicaria - Antiaris turbinifera - Antiaris usambarensis - Antiaris welwitschii - Antiaris zeylanica |

Sinónimo
- Lepurandra Graham